# بادآورد
بادآورد (نام علمی: Notobasis) نام یک سرده از تیره کاسنیان است.

## نگارخانه

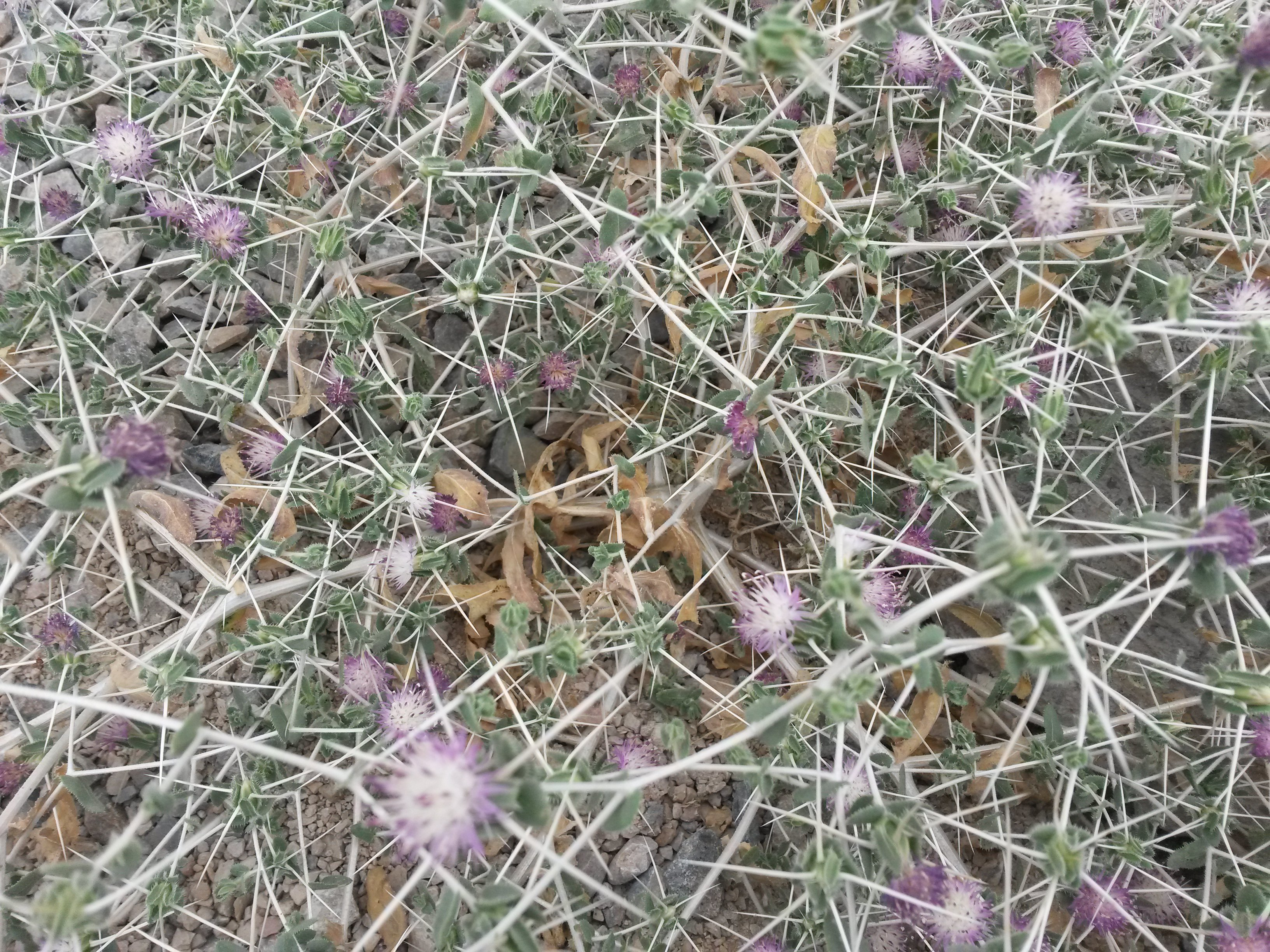
گل بادآورد در آب‌پخش
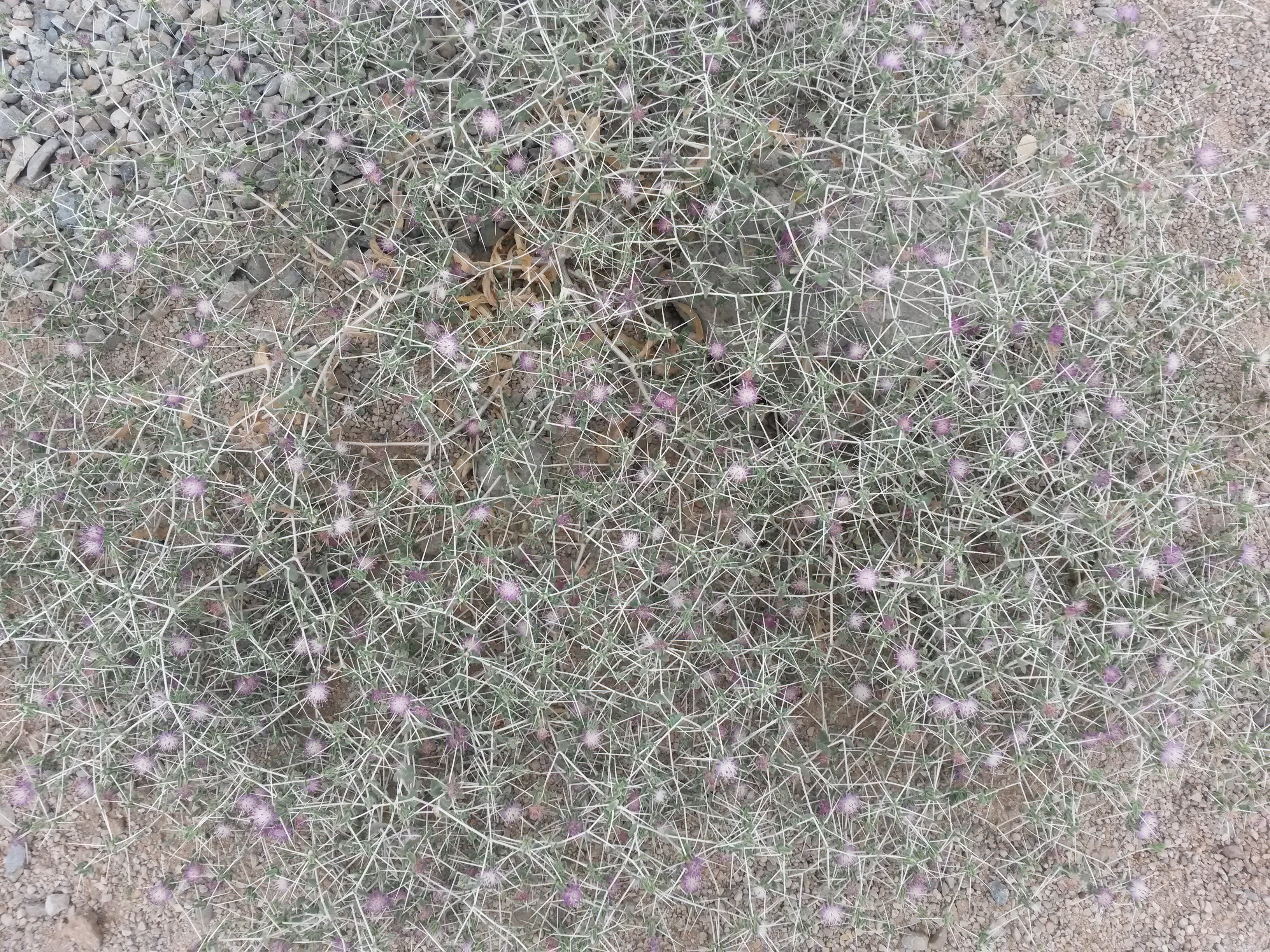
بوته بادآورد در آب‌پخش